# Opius aberranticeps
Opius aberranticeps är en stekelart som beskrevs av Fischer 1965. Opius aberranticeps ingår i släktet Opius och familjen bracksteklar. Inga underarter finns listade i Catalogue of Life.